# Zeereep

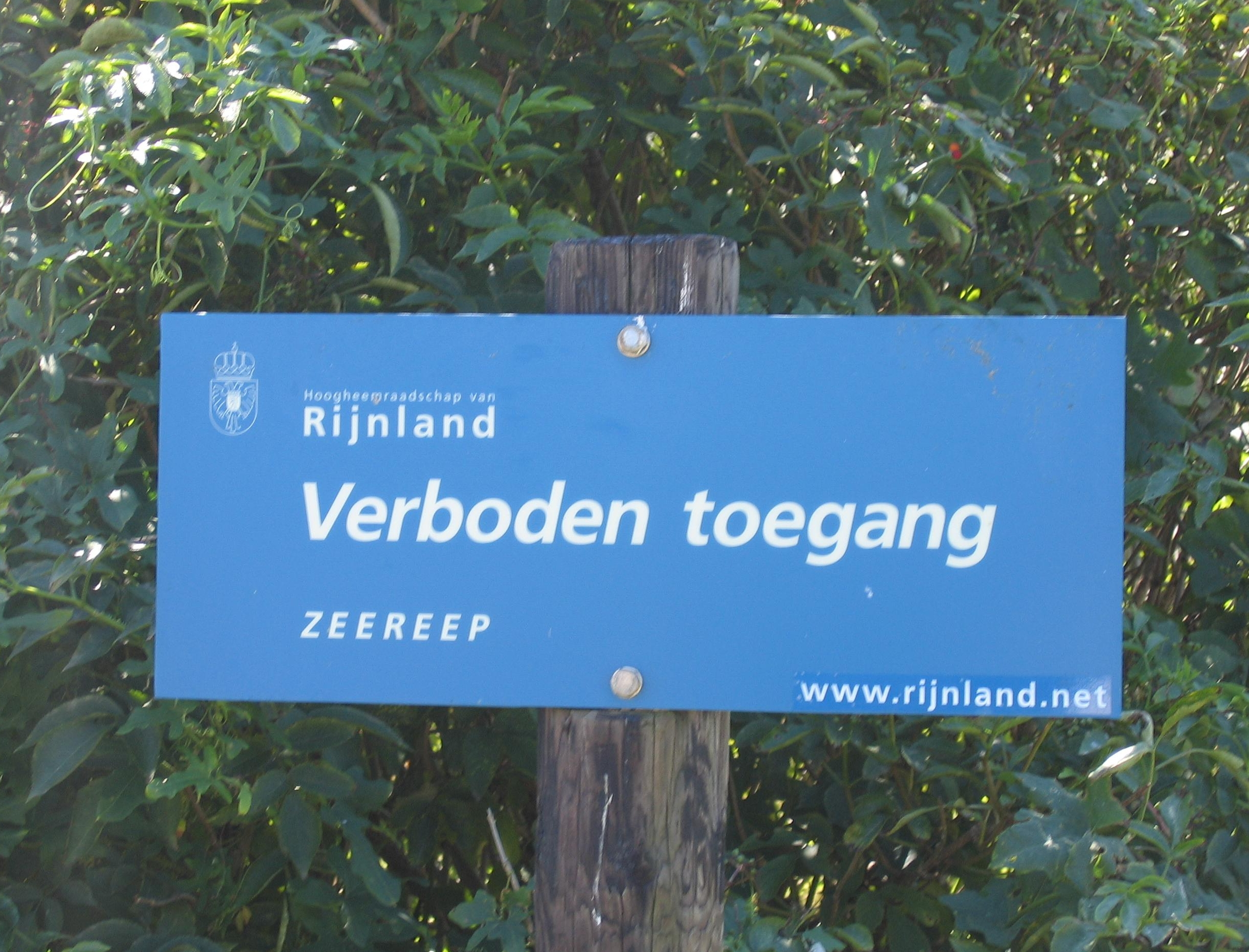
Zeereep in Kennemerduinen

Zeereep is een aanduiding voor de duinenrij die direct grenst aan een kust en vaak functioneert als zeewerend duin. De duinen kunnen begroeid zijn met een vegetatie van helmgras (Ammophila arenaria) en soms zandhaver (Leymus arenarius). 

## Nederland
De zeereep wordt in Nederland beheerd door Rijkswaterstaat en de aangrenzende waterschappen. Door het plaatsen van schermen van riet of takken op het strand kon aanstuivend zand worden vastgehouden en kon de zeereep uitgroeien tot een omvangrijke zanddijk, die bestand was tegen overstromingen. Onbegroeide plekken en door de wind uitgestoven gaten werden dan dichtgeschoven en opnieuw ingeplant met helm. Aan de duinvoet op de overgang naar het Noordzeestrand is meestal een randzone aanwezig van biestarwegras (Elytrigia juncea subsp. boreoatlantica). 
Op een aantal plaatsen langs de Nederlandse kust is sprake van dynamisch zeereepbeheer. Opbouw en afbraak van duinen als resultaat van natuurlijke processen zoals winderosie wordt daar toegestaan.
In de duinen van Texel is in 2009 Wandelpad Zeereep De Koog aangelegd. De wandelpromenade ligt door de duinen tussen de Badweg en hotel Op
Duin in De Koog.